# Sân vận động Toulouse
Sân vận động Toulouse (tiếng Pháp: Stadium de Toulouse) là một sân vận động đa năng ở Toulouse, Pháp. Sân hiện được sử dụng chủ yếu cho các trận đấu bóng đá và bóng bầu dục liên hiệp. Đây là sân nhà của Toulouse FC. Sân cũng được sử dụng trong các trận đấu tại Cúp vô địch rugby châu Âu hoặc Top 14 của Stade Toulousain. Nơi đây cũng tổ chức các trận đấu test của đội tuyển rugby union quốc gia Pháp. Sân nằm trên đảo Ramier, gần trung tâm thành phố Toulouse. Sân vận động có sức chứa 33.150 người, khiến sân trở thành sân vận động lớn nhất ở Toulouse.
Sân vận động được xây dựng vào năm 1937 để tổ chức Giải vô địch bóng đá thế giới 1938 (nhưng do không kịp hoàn thành xây dựng, các trận đấu của World Cup 1938 được diễn ra tại Sân vận động T.O.E.C., cách Sân vận động Toulouse hơn 4 km về phía Bắc). Sân đã trải qua hai lần cải tạo lớn vào năm 1949 và năm 1997.
Sân vận động đã tổ chức sáu trận đấu của Giải vô địch bóng đá thế giới 1998.
Vào ngày 16 tháng 9 năm 1992, Michael Jackson đã biểu diễn trước 40.000 người tại đây trong chuyến lưu diễn Dangerous World Tour của ông.

## Giải vô địch bóng đá thế giới 1998
Sân vận động là một trong những địa điểm tổ chức World Cup 1998, và đã tổ chức 6 trận đấu.
| Ngày                | Giờ   | Đội 1     | Kết quả | Đội 2    | Vòng        | Khán giả |
| ------------------- | ----- | --------- | ------- | -------- | ----------- | -------- |
| 11 tháng 6 năm 1998 | 21:00 | Cameroon  | 1 - 1   | Áo       | Bảng B      | 33.500   |
| 14 tháng 6 năm 1998 | 14:30 | Argentina | 1 - 0   | Nhật Bản | Bảng H      | 33.500   |
| 18 tháng 6 năm 1998 | 17:30 | Nam Phi   | 1 - 1   | Đan Mạch | Bảng C      | 33.500   |
| 22 tháng 6 năm 1998 | 21:00 | România   | 2 - 1   | Anh      | Bảng G      | 33.500   |
| 24 tháng 6 năm 1998 | 21:00 | Nigeria   | 1 - 3   | Paraguay | Bảng D      | 33.500   |
| 29 tháng 6 năm 1998 | 21:00 | Hà Lan    | 2 - 1   | Nam Tư   | Vòng 16 đội | 33.500   |

## Giải vô địch bóng đá châu Âu 2016
Sân vận động là một trong những địa điểm tổ chức Giải vô địch bóng đá châu Âu 2016, và được tổ chức 4 trận đấu.
| Ngày                | Thời gian (CEST) | Đội 1       | Kết quả | Đội 2        | Vòng        | Khán giả |
| ------------------- | ---------------- | ----------- | ------- | ------------ | ----------- | -------- |
| 13 tháng 6 năm 2016 | 15:00            | Tây Ban Nha | 1 - 0   | Cộng hòa Séc | Bảng D      | 29.400   |
| 17 tháng 6 năm 2016 | 15:00            | Ý           | 1 - 0   | Thụy Điển    | Bảng E      | 29.600   |
| 20 tháng 6 năm 2016 | 21:00            | Nga         | 0 - 3   | Wales        | Bảng B      | 28.840   |
| 26 tháng 6 năm 2016 | 21:00            | Hungary     | 0 - 4   | Bỉ           | Vòng 16 đội | 28.921   |